# Wet Wet Wet
Wet Wet Wet er et skotsk soulpopband. De har haft en række hits, som har toppet hitlisterne i både Storbritannien og andre lande verden over. Bandet bestod oprindeligt af forsanger Marti Pellow, backing-sanger og trommeslager Tommy Cunningham, bassisten Graeme Clark og Neil Mitchell på keyboard.

## 1980'erne
Wet Wet Wet eller The Wets, som de også kaldes, blev dannet i den skotske by Clydebank i 1982. Inspirationen til navnet hentede de i sangen "Gettin, havin' and holdin'", skrevet af det walisiske band Scritti Politti.
Efter at have fået en pladekontrakt med Polygram i 1985, havde bandet to år senere deres første hit med debutsinglen "Wishing I Was Lucky", der blev nr. 6 på den engelske singlehitliste. Samme år udgav bandet debutalbummet Popped In Souled Out, som også blev blev en succes. Det blev fulgt op af yderligere tre hitsingler – nemlig "Sweet Little Mystery", "Temptation" og "Angel Eyes". Bandet blev desuden opvarmningsband for Lionel Richie på hans Englands-turné.
I 1988 fik Wet Wet Wet deres første nr. 1-hit med en coverversion af The Beatles' "With a Little Help from My Friends", som blev indspillet til et humanitært formål. På B-siden af singlen var en anden Beatles-sang, "She's Leaving Home". Singlen blev fulgt op af albummet The Memphis Sessions.
Det følgende år udgav bandet sit tredje album med titlen Holding Back the River. Det blev også en succes, ikke mindst på grund af hitsinglen "Sweet Surrender". Strygerne fyldte mere på albummets kompositioner end tidligere, men modtagelsen var god. Forsanger Marti Pellow medvirkede desuden på Band Aid-singlen.

## 1990'erne
Bandets fjerde studio-album, High on the Happy Side, så dagens lys i 1992. Albummet affødte endnu en førsteplads på hitlisterne i form af singlen "Goodnight Girl", der var den eneste af bandets førsteplads-singler, som var selvkomponeret. De to tidligste singler fra albummet blev ingen succes, selv om selve albummet solgte godt. Der blev udgivet en specialudgave af albummet, der indeholdt et ekstra album med covernumre med titlen Cloak & Dagger.
Det suverænt største hit til dato blev udgivet i 1994 – en coverudgave af The Troggs' "Love Is All Around". Sangen blev et kæmpe international succes, og lå i 15 uger på toppen af den britiske hitliste. Alene i Storbritannien solgte singlen 1.738.000 eksemplarer, hvilken gør den til den 11. mest solgte nogensinde. Sangen blev brugt på soundtracket til filmen Fire bryllupper og en begravelse med Hugh Grant i hovedrollen. Sangen blev forløberen for gruppens sjette album, Picture This, der også indeholder den senere hitsingle "Julia Says". Men selv om albummet blev vel modtaget af kritikerne, forblev albummet i skyggen af storsællerten "Love Is All Around".
Igennem resten af 1990'erne formåede bandet at fastholde en pæn tilslutning i Storbritannien og resten af Europa, selv om bandets succes på hitlisterne blev noget mere sporadisk. Deres syvende og foreløbigt sidste studio-album kom på gaden i 1997. 10, som albummet hedder, markerede Wet Wet Wets 10-års jubilæum.
Et år senere, efter bandet havde været på tour i forbindelse med 10, droppede Marti Pellow bandet og gik på afvænning for sin heroinafhængighed. Cunningham udtrådte også af bandet, og dannede The Sleeping Giants.

## Efter årtusindskiftet
Det lykkedes Pellow at blive clean, og han vendte tilbage til offentligheden med soloalbummet
Smile i 2001. I marts 2004 blev bandet gendannet , og begyndte at arbejde på et ottende album. Singlen "All I Want" blev udgivet i november 2004, og blev en uge senere efterfulgt af bandets andet greatest hits-album, The Greatest Hits. Måneden efter indledtes en succesfuld i Storbritannien.
I 2005 spillede bandet på Summer Weekender festival i England, og spillede også som et af hovednavnene ved Live 8-koncerten i Edinburgh samme år.
Graeme Clark meddelte i oktober 2006 at det ottende album først bliver udgivet i slutningen af 2006 eller starten af 2007.

## Diskografi

### Studiealbums
- Popped In Souled Out, 28. september 1987
- The Memphis Sessions, 9. november 1988
- Holding Back the River, 30. oktober 1989
- High on the Happy Side, 27. januar 1992
- Cloak & Dagger, 28. januar 1992
- Picture This, 10. april 1995
- 10, 3. marts 1997

### Livealbums
- Live, 1. december 1990
- Live at the Royal Albert Hall, 17. maj 1993

### Greatest hits
- End of Part One: Their Greatest Hits, 8. november 1993
- The Greatest Hits, 8. november 2004

### Singler

#### FraPopped In Souled Out
- "Wishing I Was Lucky" (1987]) – nr. 5 i Storbritannien
- "Sweet Little Mystery" (1987) – nr. 5 i Storbritannien
- "Angel Eyes" (1987) – nr. 5 i Storbritannien
- "Temptation" ([1988) – nr. 12 i Storbritannien

#### Alenestående single
- "With a Little Help from My Friends" (1988) – nr. 1 i Storbritannien

#### FraHolding Back the River
- "Sweet Surrender" (1989) – nr. 6 i Storbritannien
- "Broke Away" (1989) – nr. 19 i Storbritannien
- "Hold Back the River" (1990) – nr. 31 i Storbritannien
- "Stay With Me Heartache (Can't Stand the Night)" (1990) – nr. 30 i Storbritannien

#### FraHigh on the Happy Side
- "Make it Tonight" (1991) – nr. 37 i Storbritannien
- "Put the Light On" (1991) – nr. 56 i Storbritannien
- "Goodnight Girl" (1991) – nr. 1 i Storbritannien
- "More than Love" (1992) – nr. 19 i Storbritannien
- "Lip Service" (1992) – nr. 5 i Storbritannien

#### FraLive at the Royal Albert Hall
- "Blue for You (live)/This Time (live)" (1993) – nr. 38 i Storbritannien

#### FraEnd of Part One: Their Greatest Hits
- "Shed a Tear" (1993) – nr. 22 i Storbritannien
- "Cold Cold Heart" (1993) – nr. 23 i Storbritannien

#### FraPicture This
- "Love Is All Around" (1994) – nr. 5 i Storbritannien, nr. 1 i USA
- "Julia Says" (1995) – nr. 3 i Storbritannien
- "Don't Want to Forgive Me Now" (1995) – nr. 7 i Storbritannien
- "Somewhere Somehow" (1995) – nr. 7 i Storbritannien
- "She's All On My Mind" (1995) – nr. 17 i Storbritannien
- "Morning" (1996) – nr. 15 i Storbritannien

#### Fra10
- "If I Never See You Again" (1997 ) – nr. 3 i Storbritannien
- "Strange" (1997) – nr. 13 i Storbritannien
- "Yesterday/Maybe I'm in Love" (1997) – nr. 4 i Storbritannien

#### FraThe Greatest Hits
- "All I Want" (2004)